# Ferapontov-kolostor
A Ferapontov-kolostor Oroszország európai részén, a Vologdai területen, Vologdától 120 km-re északnyugatra, az azonos nevű falu mellett található. Kerek 400 éven át férfi kolostorként működött. Szerény méretei ellenére fontos egyházi központ volt, falai között cárok fordultak meg. Nevét mégis elsősorban eredeti állapotukban fennmaradt freskói tették híressé. Az épületegyüttest 2000-ben felvették az UNESCO világörökség listájára.

## Története
A kolostort Ferapont szerzetes alapította 1398-ban, akkor még néptelen helyen, alig 20 km-re a szerzetestársa által alapított Kirillo-Belozerszkij kolostortól. A kulturális felemelkedés a 15. század második felében, Martinian apát (korábban 8 évig a híres Troice-Szergijev-kolostor apátja) idejében kezdődött. Tanítványa, a későbbi  rosztovi püspök 1490-ben építtette fel az első kőtemplomot, az Istenanya Születése-székesegyházat. 
A kolostor a 16. században érte el virágkorát, ekkor újabb templomot is emeltek. III. Vaszilij moszkvai nagyfejedelem és fia, IV. Iván orosz cár is felkereste, ilyenkor bőkezűen adakoztak, földbirtokokat és kiváltságot adományoztak. A 17. század elején a kolostor 60 faluval és 300 jobbággyal rendelkezett. Az ún. zűrzavaros időkben, az 1610-es években lengyel-litván csapatok feldúlták, később tűzvész is pusztította. A kolostornak ekkor még sikerült talpra állnia, sőt új épületekkel is bővítették. Jelentősége azonban fokozatosan csökkent, egyházi előkelőségek, köztük Nyikon, az egyházi reformokat elindító pátriárka száműzetésének helyszíne lett (1666-1676). 
Miután a cári kormányzat az egyházat földbirtokaitól megfosztotta (1764), a kolostor romlásnak indult, 1798-ban meg is szüntették. 1904-ben női kolostorként újra megnyitották, az egész épületegyüttest restaurálták, az épületek alapozását kicserélték. 20 évvel később azonban a kolostort a szovjet kormányzat megszüntette. Később a vidék helytörténeti múzeumának része, majd 1974-ben Gyionyiszij (Dionisius) freskóinak múzeuma lett. 1989-ben az egyik templomban felújították az istentiszteleteket.

## A műemlékegyüttes

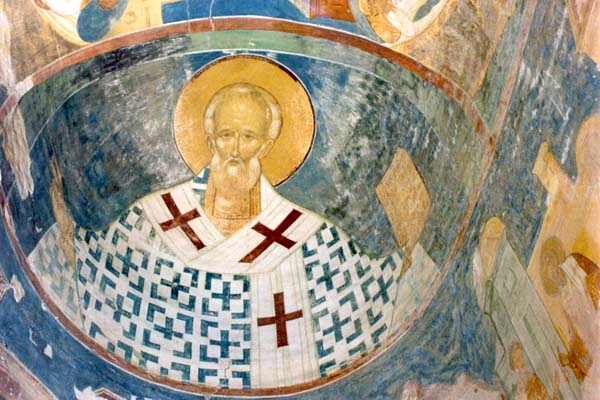
Gyionyiszij-freskó a székesegyházból

A kolostor központi épülete a Rozsgyesztvo Bogorogyici-székesegyház (Istenanya Születése), rosztovi építőmesterek munkája. Eredetileg kis harangláb is tartozott hozzá, ezt beépítették a később keletkezett fedett tornácba. A belső falakat kb. 600 m²-en végig freskók borítják: Gyionyiszij (Dionisius) és fiainak 1500-1502 (vagy 1503) között készült alkotásai, a régi orosz monumentális falfestészet legszebb, teljes egészében és szinte sértetlenül fennmaradt példái. Gyionyiszij, a századforduló legnagyobb orosz ikonfestője készítette az ikonosztáz ikonjait is, melyek ma a legismertebb oroszországi múzeumokban láthatók.
A Blagovescsenyije (Angyali üdvözlet)-templom és a refektórium (étterem) III. Vaszilij cár adományaiból épült 1530-31-ben. A templomban külön szintet alakítottak ki a harangoknak, később ezek helyére került a könyvtár. Ekkor készült a kincstár épülete is, benne könyvírói műhely működött, alsó szintjén pedig szárító.
Az épületegyüttes a 17. század közepén nyerte el végleges formáját. A Martinian-templomban (1640-41) helyezték el a néhai apát síremlékét, és a kolostorkapu fölé is templomot emeltek (1650), később ez lett a száműzött Nikon pátriárka házi temploma. Ekkor készült a templomot a székesegyházzal összekötő fedett átjáró is, közepén a háromszintes harangtoronnyal. Magasított, nyitott sátortetője alatt található Oroszország valószínűleg legrégebbi, 1635-ben készült óraszerkezete.